# Нанаси, Себастиан
Себастиан Альгот Нанаси (швед. 	Sebastian Algot Nanasi; род. 16 мая 2002, Кристианстад, Сконе) — шведский футболист, нападающий клуба «Страсбур» и сборной Швеции.

## Клубная карьера
Начинал заниматься футболом в клубе «Вибю». Затем перешёл в школу «Кристианстада», где выступал за детские и юношеские команды. 2 сентября 2021 года впервые попал в заявку основной команды на матч первого шведского дивизиона с «Хускварной», но на поле не появился. Дебютировал за клуб 7 апреля 2018 года в игре первого тура нового чемпионата против «Эскильминне». Нанаси появился на поле в компенсированное ко второму тайму время.
В августе 2018 года присоединился к юношеской команде «Мальмё». 1 июня 2020 года подписал с клубом свой первый профессиональный контракт, рассчитанный до конца 2021 года, после чего был отдан на правах аренды до конца сезона в «Варберг». В его составе дебютировал в чемпионате Швеции 18 июня в матче с «Гётеборгом», заменив на 71-й минуте Алибека Алиева. По окончании аренды вернулся в «Мальмё».
Первую игру за «Мальмё» провёл 21 февраля 2021 года в рамках группового этапа кубка Швеции с «Вестеросом», появившись на поле в конце второго тайма.

## Карьера в сборной
Выступал за юношеские сборные Швеции различных возрастов.

## Клубная статистика
| Выступление      | Выступление      | Выступление      | Лига | Лига | Кубки | Кубки | Конт. кубки | Конт. кубки | Итого | Итого |
| Клуб             | Лига             | Сезон            | Игры | Голы | Игры  | Голы  | Игры        | Голы        | Игры  | Голы  |
| ---------------- | ---------------- | ---------------- | ---- | ---- | ----- | ----- | ----------- | ----------- | ----- | ----- |
| Кристианстад     | Дивизион 1       | 2018             | 11   | 2    | 0     | 0     | 0           | 0           | 11    | 2     |
| Кристианстад     | Итого            | Итого            | 11   | 2    | 0     | 0     | 0           | 0           | 11    | 2     |
| Мальмё           | Аллсвенскан      | 2021             | 5    | 0    | 3     | 1     | 2           | 0           | 10    | 1     |
| Мальмё           | Итого            | Итого            | 5    | 0    | 3     | 1     | 2           | 0           | 10    | 1     |
| → Варберг        | Аллсвенскан      | 2020             | 6    | 0    | 0     | 0     | 0           | 0           | 6     | 0     |
| → Варберг        | Итого            | Итого            | 6    | 0    | 0     | 0     | 0           | 0           | 6     | 0     |
| Всего за карьеру | Всего за карьеру | Всего за карьеру | 22   | 2    | 3     | 1     | 2           | 0           | 27    | 3     |